# Lars Langs
Lars Langs var ett punkband från Ockelbo. Bildades 1978, upplöstes 1980. Släppte under sin livstid en 5-låtars EP, "Lars Langs Greatest Hit". Lars Langs medverkade med en remastrad version av låten "Du Snackar" på samlingsalbumet "Vägra Raggarna Benzin vol 3 & 4" som släpptes i oktober 2015, och återförenades i december samma år för en enda spelning på Punk & Bössa festivalen i Gävle. I december 2021 släpptes två tidigare outgivna låtar inspelade 1979, "Nobben" och "Plastic", på vinylsingel. 

## Medlemmar
- Pär Lindström, sång
- Ola Lindström, gitarr
- Mikael Hansson, gitarr
- Bosse Andersson, bas
- Bosse Heimer, bas
- Lars Lang, trummor
- Lennart Ullberg, trummor